# انتشارات دانشگاه تگزاس ای اند ام
انتشارات دانشگاه تگزاس ای اند ام (انگلیسی: Texas A&M University Press) یک انتشارات دانشگاهی است که گاهی به صورت رسمی با عنوان (انتشارات تامو/TAMU) شناخته می‌شود، این مجموعه، انتشارات علمی مرتبط با دانشگاه تگزاس ای اند ام است که در سال ۱۹۷۴ میلادی در ایالات متحده آمریکا و در کالج استیشن، تگزاس تأسیس گردیده